# Lingchi

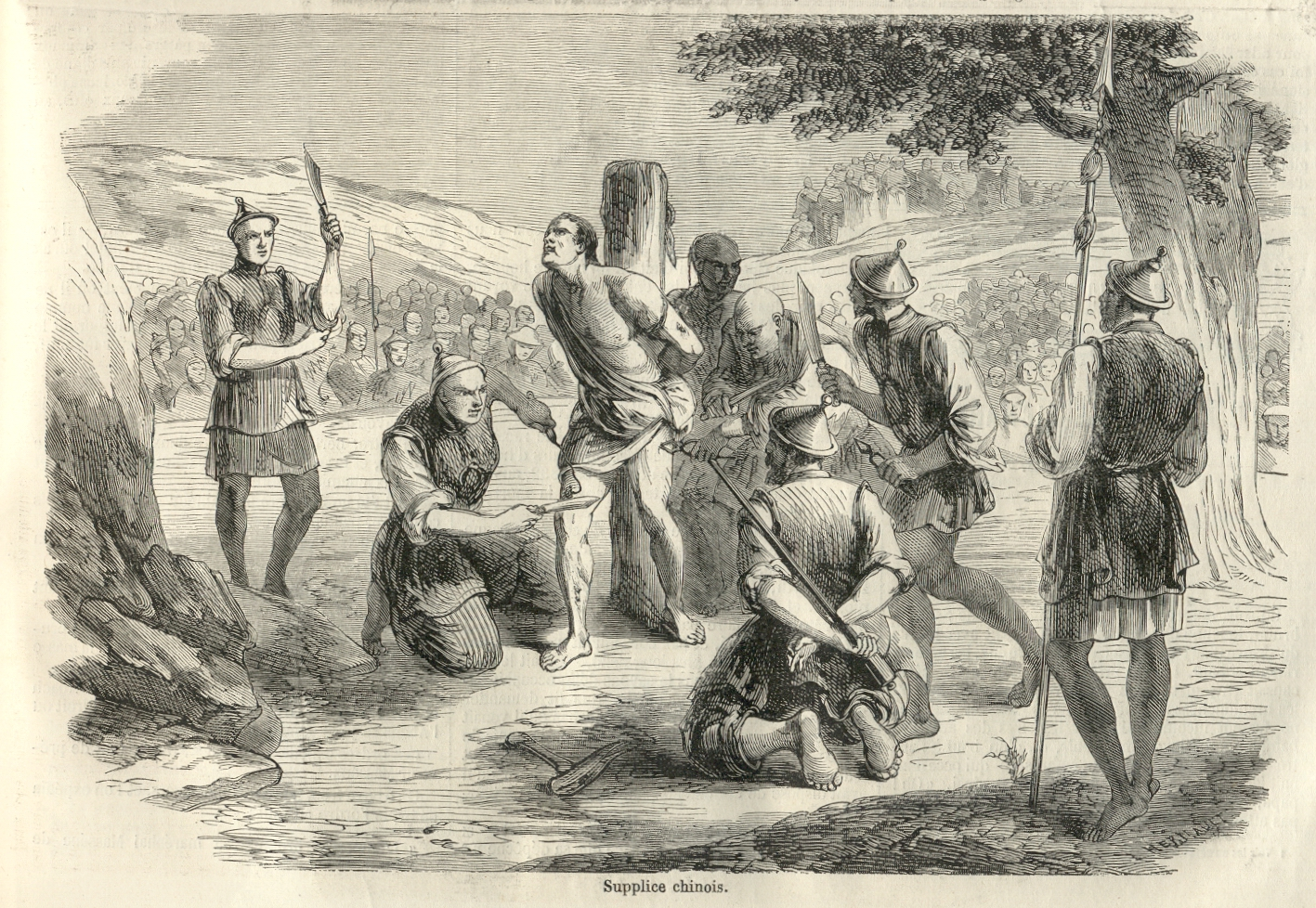
Un'illustrazione del 1858 dal giornale Francese Le Monde Illustré, della tortura e dell'esecuzione di un missionario francese in Cina e nei paesi vicini con il lingchi.

Il Lingchi (凌遲T, 凌迟S, língchíP), traducibile come processo lento o morte dai mille tagli (殺千刀T, 杀千刀S, shā qiān dāoP), era una forma di esecuzione usata in Cina a partire dal 900 d.C. fino alla sua abolizione nel 1905. Il termine deriva dalla descrizione di una lenta scalata montana.
In questo tipo di esecuzione il condannato veniva ucciso utilizzando un coltello con il quale si asportavano metodicamente parti del corpo per un lungo periodo di tempo; essa era riservata ai crimini particolarmente gravi, come il tradimento o l'uccisione dei propri genitori. Il procedimento si svolgeva legando la persona ad un palo di legno; il tessuto veniva successivamente asportato in maniera varia in quanto non vi era una modalità prevista dalla legge. In tempi successivi veniva somministrato dell'oppio come atto di misericordia o per prevenire lo svenimento.
La punizione si sviluppava su tre livelli: come forma di pubblica umiliazione, come una forma di morte lenta e continua e come punizione dopo la morte. Questo metodo di esecuzione divenne una sorta di simbolo della Cina tra alcuni occidentali. Appare in vari racconti di crudeltà cinese, come la biografia di Gengis Khan di Harold Lamb.

## Descrizione

Esecuzione di Joseph Marchand, Vietnam, 1835.

Il lingchi veniva utilizzato per la tortura e per l'esecuzione di una persona, o applicata come forma di umiliazione dopo la morte. Fu comminata per reati contro il sistema dei valori del Confucianesimo, per atti di tradimento, omicidi di massa, parenticidio o per la morte di un maestro o di un datore di lavoro. Gli imperatori lo utilizzavano per minacciare la gente e talvolta veniva ordinato anche per reati minori. Alcuni imperatori infliggevano questo tipo di punizione ai membri della famiglia dei loro nemici.
Anche se è difficile ottenere informazioni dettagliate su come le esecuzioni avevano luogo, in genere consistevano in tagli sulle braccia, le gambe e il torace per poi passare all'amputazione degli arti e terminare con la decapitazione o una pugnalata al cuore. Se il reato era meno grave ed il carnefice era misericordioso, il primo taglio avveniva alla gola al fine di causare la morte e i successivi servivano esclusivamente a smembrare il cadavere.

## Storia
Tracce del Lingchi si hanno nel periodo delle Cinque dinastie, (907-960) e la sua pratica non venne abolita che nel tardo Jin. La sua prima apparizione si trova nei codici della Dinastia Liao. L'imperatore Liao Tianzuodi utilizzò spesso questa tortura durante tutto il suo regno, ma la sua massima diffusione si ebbe con la Dinastia Song sotto l'imperatore Ren Zong e l'Imperatore Shen Zong. Condannati famosi furono, tra gli altri, Liu Jin (eunuco durante la Dinastia Ming), Yuan Chonghuan (leader militare) e Joseph Marchand (missionario francese che partecipò alla rivolta di Lê Văn Khôi).